# Alsace (film)
Alsace è un film del 1916, diretto da Henri Pouctal, basato sul lavoro teatrale omonimo di Gaston Leroux e Lucien Camille del 1913.

## Trama
1913. Nell'Alsazia ormai da qualche decennio entrata a far parte dell'Impero germanico la convivenza fra la popolazione di origine francese – che sogna di riunirsi alla madrepatria - e le autorità, i soldati, le famiglie tedesche non è sempre facile. Al punto che il signor Orbey, solo per aver organizzato nella propria casa di Thann una riunione di amici (e patrioti) nel quale si era cantata La Marsigliese, viene condannato a tre mesi di reclusione ed in seguito istradato oltreconfine, nella Francia di allora, seguito dalla moglie Jeanne.
Per le generazioni alsaziane più giovani, che non serbano memoria degli avvenimenti che hanno portato all'annessione della regione, o che mancano di resoconti diretti dei padri, la situazione appare meno drammatica, tant'è vero che Jacques, figlio degli Orbey – chiamato a Thann per gestire gli affari di famiglia ora che i genitori sono assenti – stringe una relazione amorosa con Gretchen Schwartz, vicina di casa, di famiglia originariamente tedesca, e i due decidono di sposarsi.
La decisione suscita disappunto e quasi scandalo nei vecchi della famiglia Orbey, genitori e zio, un veterano della guerra franco-prussiana - mentre gli Schwartz sembrano essere più accomodanti -: Jeanne, in particolare, la madre di Jacques, tornata in Alsazia l'anno successivo, dopo la morte del marito, esercita una ferrea opposizione al matrimonio del figlio. Al punto che costui, dibattuto fra l'appartenenza famigliare e l'amore, cade in una profonda prostrazione che minaccia di ucciderlo. A questo punto sarà Jeanne stessa, per salvare il figlio, a recarsi dagli Schwartz a chiedere la mano di Gretchen per Jacques.
I due si sposano, ma di lì a poco nascono incomprensioni - sempre fomentate da Jeanne, sospettosa e guardinga oltremodo - che svariano dalle divergenze riguardo alle cucine francese e prussiana, fra escargot e sauerkraut, alla situazione politica fra le due potenze, acutizzatasi dopo che la Russia ha iniziato la mobilitazione – seguita da contromisure tedesche - che porterà, insieme ad altre iniziative, alla conflagrazione della guerra.
Ed in brevissimo tempo è guerra. Jacques, in quanto suddito tedesco, è tenuto a prestare servizio di leva presso le forze dell'impero, e, nonostante le pressioni in senso contrario della madre Jeanne, che vorrebbe si riunisse con l'esercito francese ("patriota", dal punto di vista francese, o "disertore" dal punto di vista tedesco) egli, anche su sollecitazione della moglie – che rivendica una sorta di "proprietà" sul marito, e si aspetta la sua fedeltà alla patria germanica - si decide ad arruolarsi fra le file imperiali ("traditore" dal punto di vista francese, "suddito fedele" dal punto di vista tedesco).
Ma quando Jacques si reca ad una concentrazione di truppe tedesche viene riconosciuto in quanto francese e, per questo semplice fatto, senza approfondimenti, viene fatto oggetto di un selvaggio pestaggio. Lo spirito nazionalistico, fino allora sopito nel ragazzo, sembra rinascere nella triste occasione, ed egli grida "Vive la France!" mentre i nemici gli infliggono gli ultimi colpi.
Jacques torna a fatica dalla moglie Gretchen e dalla madre, nelle braccia della quale spira. Jeanne, in un certo senso, nella sua ostinata, costante ed apparentemente insensata (e decisamente un po' contorta) opposizione al legame tedesco, aveva dimostrato alla fine aver ragione (ma a quale prezzo?); in tale funebre occasione ella rivendica l'appartenenza del figlio a sé stessa (in opposizione alle precedenti affermazioni di Gretchen) e ai propri ideali e dice alla nuora: "ora è mio!".
Qualche tempo dopo Jeanne veglia sulla tomba del figlio, mentre nel viale retrostante truppe francesi avanzano gagliarde verso la riconquista dell'Alsazia.

## Produzione
L'inizio dell'azione si situa poco prima dello scoppio della prima guerra mondiale, nell'Alsazia facente parte allora dell'Impero tedesco in seguito alla guerra franco-prussiana del 1870-71. Il film è stato girato ed è uscito nel 1916, a metà della guerra: a quella data solo una piccola parte dell'Alsazia era stata riconquistata dalla Francia in seguito ad un'offensiva del 1914, comprendente l'opportunamente scelta città di Thann, dove si svolge la maggior parte dell'azione. In tal modo, con intenti patriottici e propagandistici, si intendeva mostrare la sicurezza che la regione potesse tornare in breve tempo in possesso francese.
Gabrielle Réjane aveva già ricoperto la parte di protagonista femminile alla prima teatrale del lavoro di Gaston Leroux e Lucien Camille avvenuta il 10 gennaio 1913 al teatro di proprietà dell'attrice stessa (Théatre Réjane, ora Théâtre de Paris).
La pellicola consta di 6 bobine per una lunghezza totale di 1650 metri; una copia, dotata di didascalie inglesi, è preservata presso l'EYE Film Instituut Nederland.

## Distribuzione
Il film è uscito nelle sale cinematografiche francesi verosimilmente prima o entro aprile del 1916, data alla quale Alsace ha avuto la sua prima proiezione negli Stati Uniti.